# Georges Eekhoud
Georges Eekhoud (Antwerpen, 27 mei 1854 - Schaarbeek (Brussel), 29 mei 1927) was een Belgische Franstalige schrijver die zijn Vlaamse afkomst nooit heeft ontkend. Hij was tevens dichter, kunstcriticus en vertaler. Eekhoud is vooral opmerkelijk omdat hij een van de eerste auteurs in het westen was die openlijk en positief over homoseksualiteit schreef.

## Jeugdjaren
Georges Eekhoud werd opgevoed in een burgerlijk gezin. Zijn moeder overleed in 1860, zijn vader in 1865. Zijn voogd werd daarna zijn oom Henri Oedenkoven (overleden in 1871), industrieel en oud-burgemeester van Borgerhout. Eekhoud ging naar school in Mechelen, en vanaf 1866 naar het pensionaat Breidenstein in Grenchen, Zwitserland. Behalve wiskunde en wetenschappen leerde hij ook Duits, Engels en Italiaans. Er zijn aanwijzingen dat hij zowel in Mechelen als in Grenchen erotische vriendschappen met medescholieren had. In 1871 overleed plotseling zijn oom, en in 1872 ging de jonge Eekhoud naar de Militaire School in Brussel (Charles de Coster was er een van zijn repetitoren). Maar na drie maanden werd Eekhoud, naar het schijnt na een duel met zijn kameraad Camille-Aimé Coquilhat, weggestuurd van de Militaire School.
Daarna ging hij bij zijn enig resterende directe familielid wonen, zijn hoogbejaarde grootmoeder, en vond hij een baan bij een krant. Behalve correctiewerk begon hij als negentienjarige met publiceren, een feuilleton. In de jaren zeventig ging zijn belangstelling uit naar het Parijse literaire klimaat. Hij zocht Émile Zola op in Médan en raakte bevriend met Paul Verlaine. Hij ontmoette de schilders Jean-François Millet en Théodore Rousseau. Ook schreef hij gedichten. Drieëntwintig jaar oud publiceerde hij zijn eerste boek, de dichtbundel Myrtes et Cyprès. Georges Rodenbach, Camille Lemonnier en Théo Hannon maakten in deze periode deel uit van zijn vriendenkring. Na het overlijden van zijn grootmoeder ging hij in Kapellen wonen, tot hij in 1880 naar Brussel verhuisde. Daar werd hij redacteur van de krant L'Étoile belge. Ook maakte hij deel uit van de ploeg van La Jeune Belgique en leverde talrijke bijdragen aan het tijdschrift.

## Romancier

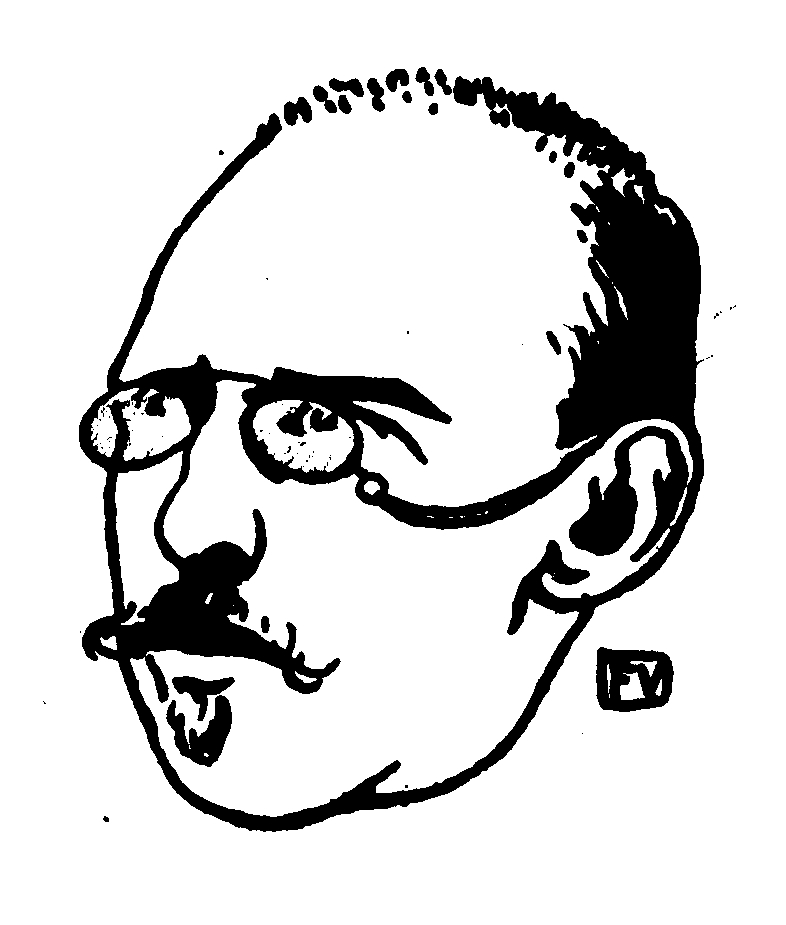
Portret door Félix Vallotton (1896)

In 1883 verscheen zijn eerste roman, Kees Doorik. De hoofdpersoon is een jonge boer die een moord pleegt; in de roman is Eekhouds enthousiasme voor de 'voyous', de ruige Vlaamse boeven en paria's, al goed te lezen. In Kermesses (1884) en vooral in La Nouvelle Carthage (1888) bevestigde Eekhoud zijn sociale credo: esthetische betrokkenheid met de verschoppelingen en een uitgesproken afkeer van de burgerij. In dit verband viel hij de definitie van Gustave Flaubert bij: J'appelle bourgeoisie tout ce qui est de bas ('Wat ik burgerlijk noem is al wat laag bij de grond is'). Ook de woorden van Charles de Coster, die zijn repetitor was aan de Militaire School, zijn van toepassing: Vois le peuple, le peuple partout! La bourgeoisie est la même partout ('Kijk naar het volk, waar dan ook! De burgerij is waar dan ook niet anders'). Deze opvattingen brachten hem ertoe La Jeune Belgique te verlaten om zich aan te sluiten bij de groep van Le Coq rouge (zie lager).
In 1892 nam Eekhoud deel aan de oprichting van de Fondation de l'Art social (Stichting voor Sociale Kunst) met Camille Lemonnier, Emile Verhaeren en socialistische voormannen als Emile Vandervelde. Ook schreef hij het literaire deel van het Jaarboek van de Section d'art van het Volkshuis.
In 1892 ontmoette Eekhoud de Franse schrijvers Henri de Régnier en Remy de Gourmont in Parijs. In het Franse literaire tijdschrift Mercure de France verzorgde Eekhoud een letterkundige kroniek van 1897 tot 1906.
Een bijzondere en langdurige vriendschap, niet geheel ontdaan van homoseksuele componenten, onderhield Eekhoud met de journalist Sander Pierron. 224 brieven die Eekhoud van 1892 tot 1927 aan Sander Pierron schreef, worden bewaard in het Antwerpse Archief en Museum voor het Vlaamse Cultuurleven (AMVC). Zes brieven van Sander Pierron aan Georges Eekhoud worden bewaard in de Brusselse Archives et Musée de la littérature. Een keuze uit deze brieven werd in 1993 uitgebracht onder redactie van Mirande Lucien bij uitgeverij GKC in Lille. In 1893 werd aan Eekhoud de Vijfjaarlijkse Prijs voor Franse Literatuur uitgereikt voor zijn La nouvelle Carthage.
In 1895 richtte hij met Eugène Demolder, Maurice Des Ombiaux, Emile Verhaeren en Maurice Maeterlinck het tijdschrift Le Coq rouge op, na een splitsing binnen La Jeune Belgique. Tezelfdertijd vond hij aansluiting bij de ideeën van de advocaat Edmond Picard, een vrijmetselaar, actief militant voor de artistieke en literaire avant-garde, eerste socialist in de Belgische Senaat maar tevens virulent antisemiet. Onder druk van Albert Giraud verloor Eekhoud zijn werk bij L'Étoile Belge. Zijn financiële moeilijkheden stapelden zich steeds verder op.

## Escal-Vigor

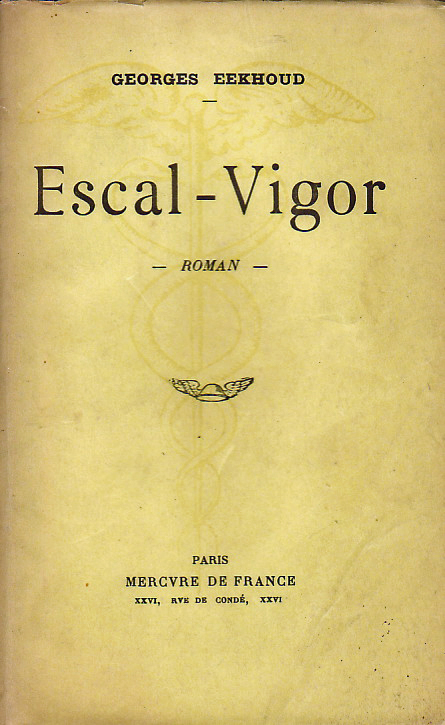
Omslag van de 12^{de} druk van Escal Vigor uit 1930

In 1899 werden in een boekhandel in Heist vier publicaties in beslag genomen omdat ze zedenschennend zouden zijn, waaronder L'Escal-Vigor van Eekhoud (de andere werken waren van Octave Mirbeau, Octave Pradels en Camille Lemonnier). L'Escal-Vigor had op een terughoudende, ondubbelzinnige manier homoseksualiteit tot onderwerp. Het boek handelt over een graaf Henry de Kehlmark en zijn platonische verhouding met een jonge boer, Guidon Govaertz. Een Brusselse advocaat had geprobeerd bij het parket van Brussel een klacht in te dienen, maar de zaak werd geklasseerd. De advocaat bezat echter een villa aan de kust en was in het nabije Brugge bevriend met Léon Janssens de Bisthoven, procureur des Konings (beiden behoorden tot de behoudsgezinde katholieke kringen). De boeken werden besteld in Heist en daar in beslag genomen. Mirbeau en Pradels werden uiteindelijk met rust gelaten, maar Eekhoud en Lemonnier moesten voor het hof van assisen van Brugge verschijnen wegens inbreuken op de wet betreffende persdelicten. Verschillende letterkundige vrienden stonden achter hen; er werd een actie opgezet om auteurs tot steun aan Eekhoud en Lemonnier te bewegen. Eekhoud werd vrijgesproken, na een pleidooi van advocaat Edmond Picard, die overigens ook Camille Lemonnier en Félicien Rops in soortgelijke processen verdedigde.
L'Escal-Vigor had een beslissende invloed op de Nederlandse dichter en schrijver Jacob Israël de Haan. Die vroeg Eekhoud het voorwoord te schrijven van zijn decadentistisch-homoseksuele roman Pathologieën (1908). De Haan wist de sfeer van Eekhouds romans op zijn eigen manier op te roepen in zijn dichtbundel Libertijnse liederen (1914) en zijn lange gedicht Een nieuw Carthago, die respectievelijk refereren aan Les libertins d'Anvers (1912) en La nouvelle Carthage (1888).
In 1902 begon Eekhoud met een reeks publieke voordrachten over letterkundige onderwerpen in Schaarbeek, Brussel en Sint-Gillis. In 1903 werd hij benoemd aan de École normale d'instituteurs, waar hij les gaf over de geschiedenis van de Franse letteren. In 1908 verscheen een bloemlezing uit zijn werk en in 1913 een geheel aan Eekhoud gewijd nummer van het tijdschrift La Société Nouvelle. Hij werkte enthousiast mee aan het literaire maandblad met homoseksuele inslag Akademos (1909) van de Franse schrijver Jacques d'Adelswärd-Fersen.
Als kunstcriticus publiceerde hij in 1911 een werk over de Belgische dierenschilders (Les Peintres animaliers belges) en in 1924 een monografie over David Teniers de Oude.

## Eerste Wereldoorlog en ouderdom
Tijdens de Eerste Wereldoorlog stak Eekhoud zijn protest tegen de oorlog niet onder stoelen of banken. Omwille van zijn openlijke pacifistische uitlatingen, die als niet-vaderlandslievend werden ingeschat, werd hij gedwongen ontslag te nemen. Naar aanleiding daarvan werd een internationale steunactie op touw gezet, waaraan ook Henri Barbusse en Romain Rolland hun medewerking verleenden.
In 1920 overleed zijn echtgenote. Eekhoud werd aangewezen als een der eerste leden van de Académie Royale de Langue et de Littérature françaises (Koninklijke Academie van de Franse taal en letterkunde).
In 1927 overleed hij op 73-jarige leeftijd in zijn Schaarbeekse woning.

## Waardering
Eekhoud schilderde het Kempense landschap (Kees Doorik, Les Kermesses, Mes communions), de haven van Antwerpen met zijn beruchte wijken, bevolkt door individuen die maatschappelijk, religieus of seksueel uit de band springen; opstandelingen met een groot hart die zich vanuit hun edele inborst afzetten tegen de bekrompen en zelfzuchtige burgerij (La Nouvelle Carthage). Hij bewonderde de Engelse letterkunde en vertaalde Webster, Beaumont en Fletcher en ook Marlowe.
Eekhoud schreef een eigenzinnig Frans, vol ongebruikelijke woorden. Paradoxaal genoeg schreef hij echter vooral over Vlamingen. Hij portretteerde de donkere zijde van het menselijke verlangen en schreef veelal over marginale figuren.
Eekhoud was een naturalistisch streekauteur, maar ook de pionier in de Belgische Franstalige literatuur van het thema van de mannelijke homoseksualiteit. Hij was een estheticus met een tegensprekelijke voorkeur, een lyrische dichter die uitmunt in de schildering van de haven en de menigte: À l'horizon, des voiles fuyaient vers la mer, des cheminées de steamers déployaient, sur le gris laiteux et perlé du ciel, de longues banderoles moutonnantes, pareils à des exilés qui agitent leurs mouchoirs, en signe d'adieu, aussi longtemps qu'ils sont en vue des rives aimées. Des mouettes éparpillaient des vols d'ailes blanches sur la nappe verdâtre et blonde, aux dégradations si douces et si subtiles qu'elles désoleront éternellement les marinistes. (uit La Nouvelle Carthage).
In 1949 werd een zijstraat van de Lode Zielenslaan op de Antwerpse Linkeroever naar hem vernoemd. Ook in Nieuwpoort en Schaarbeek zijn straten naar hem genoemd. In de Erfgoedbibliotheek Hendrik Conscience, waar een groot deel van de bibliotheek van Eekhoud wordt bewaard, is een zaal naar hem vernoemd. Hier zijn een olieverfportret van de jonge en een buste van de oude Eekhoud tentoongesteld.

## Werken
- Myrtes et Cyprès, gedichten, Parijs, Jouaust, 1877
- Zigzags poétiques, gedichten, Parijs, Librairie des Bibliophiles, 1877
- Les pittoresques, gedichten, Parijs/ Brussel, Librairie des Bibliophiles/Librairie Muquardt, 1879
- Kees Doorik, roman, Brussel, Hochsteyn, 1883
- Kermesses, verhalen, Brussel, Kistemaeckers, 1884
- Les milices de Saint-François, roman, Brussel, Veuve Monnom, 1886
- Les Nouvelles Kermesses, verhalen, Brussel, Veuve Monnom, 1887
- La Nouvelle Carthage, roman, Brussel, Kistemaeckers, 1888
- Les Fusillés de Malines, historische roman, Brussel, Lacomblez, 1891
- Le Cycle Patibulaire, verhalen, Brussel, Kistemaeckers, 1892
- Mes Communions, verhalen, Brussel, Kistemaeckers, 1895
- Escal-Vigor, roman, Parijs, Mercure de France, 1899 - Online versie bij Flandrica Nederlandse vertaling, 2014, verschenen bij Uitgeverij IJzer (http://www.uitgeverij-ijzer.nl) ISBN 9789086841059
- La Faneuse d'Amour, roman, Parijs, Mercure de France, 1900
- L'Autre Vue, roman, Parijs, Mercure de France, 1904
- Les Libertins d'Anvers, historische roman, Parijs, Mercure de France, 1912
- Dernières Kermesses, verhalen, Brussel, Ed. de la Soupente, 1920
- La Danse macabre du Pont de Lucerne, kortverhaal, Brussel, Librairie Dechenne, 1920
- Le Terroir incarné, roman, Brussel, La Renaissance d'Occident, 1922
- Voyous de velours ou L'autre vue, roman, Brussel, La Renaissance du Livre, 1926; herziene uitgave van de in 1904 verschenen roman
- Magrice en Flandre ou Le Buisson des Mendiants, roman, Brussel, Les Cinquante, 1927
- Kermesses, Brussel, La Renaissance du Livre, s.d. (1927?); heruitgave van Kermesses en enkele verhalen uit Nouvelles Kermesses, met woord vooraf van de auteur
- Proses plastiques, verhalen, Brussel, La Renaissance du Livre, 1929, postuum gepubliceerd

Eekhoud schreef verschillende monografieën gewijd aan Belgische kunstenaars: de schrijver Hendrik Conscience, de componist Peter Benoit, de schilders Oswald Poreau en Romain Looymans, en Les peintres animaliers belges au XIXe siècle (1911). Daarnaast publiceerde hij L'Escrime à travers les Ages over de schermsport, een theaterstuk, en letterkundige studies. Hij vertaalde boeken uit het Nederlands en het Engels en werd op zijn beurt herhaaldelijk vertaald, onder meer in het Duits, Nederlands, Engels, Italiaans, Tsjechisch en Esperanto.
In 1999 verscheen een uitgebreide biografie van de hand van Mirande Lucien, die ook een aantal andere werken van Eekhoud heruitgaf en inleidde.